# HMS Onslow (G17)
HMS Onslow (G98) là một soái hạm khu trục dẫn đầu lớp tàu khu trục O được Hải quân Hoàng gia Anh Quốc chế tạo vào năm 1939 do Chiến tranh Thế giới thứ hai bùng nổ. Sống sót qua cuộc chiến tranh, nó được cho xuất biên chế vào năm 1947, rồi được Hải quân Pakistan mua lại năm 1949 như là chiếc PNS Tippu Sultan và phục vụ cho đến năm 1979.

## Thiết kế và chế tạo
Onslow được đặt hàng trong Chương trình Khẩn cấp Chiến tranh cho hãng John Brown & Company tại Clydebank, Glasgow, Scotland vào ngày 3 tháng 9 năm 1939. Con tàu được đặt lườn vào ngày 1 tháng 7 năm 1940 và hạ thủy vào ngày 31 tháng 3 năm 1941. Nó được hoàn tất vào ngày 8 tháng 10 năm 1941 với chi phí 416.942 Bảng Anh.

## Lịch sử hoạt động
Được phân về Hạm đội Nhà, Onslow phục vụ chủ yếu như một tàu hộ tống cho các chuyến Vận tải Bắc Cực. Nó cũng được biệt phái sang Địa Trung Hải trong Chiến dịch Harpoon vào năm 1942 và tại eo biển Manche trước và sau cuộc Đổ bộ Normandy vào giữa năm 1944. Hoạt động nổi bật nhất của nó trong chiến tranh và trong Trận chiến biển Barents vào năm 1942 trong khi hộ tống Đoàn tàu JW 51B đi sang Nga. Các tàu hộ tống đã chống cự lại cuộc tấn công do tàu tuần dương hạng nặng Đức Admiral Hipper dẫn đầu, khi Onslow bị hư hại nặng và Hạm trưởng của nó Robert St Vincent Sherbrooke bị thương nặng.
Được cho xuất biên chế vào năm 1947, con tàu được Hải quân Pakistan mua lại vào năm 1949 và đổi tên thành PNS Tippu Sultan. Nó phục vụ cùng Pakistan cho đến năm 1979, ngoại trừ một giai đoạn xuất biên chế ngắn từ năm 1957 đến năm 1960, và bị tháo dỡ vào năm 1980.